# Polaron

Polaron

Polaron je kvazičástice, která je tvořena vázaným stavem elektronu a oblaku fononů. Vzniká při interakci elektronu s ionty nebo atomy krystalové mříže a šíří se krystalem. Spolu s elektronem se přesouvá i deformace krystalové mříže. Kladný polaron vzniká jako vázaný stav díry a fononů.